# KOSÉ MUSIC ON THE EDGE
KOSÉ MUSIC ON THE EDGE（コーセー・ミュージック・オン・ジ・エッジ）は、TOKYO FM系 (JFN) 全国38局ネットで2015年10月3日から2017年3月26日まで放送されたラジオ番組である。

## 概要
コーセーの一社提供。番組ジングルは、かつてコーセーが同じく冠スポンサーを務めた「コーセー化粧品 歌謡ベスト10」で当時のパーソナリティである宮川泰が作曲したテーマ曲をアレンジしたものを使用し、後番組の「Your Songs Best10」「HEALING BLUE」も引き継いでいる。
2017年3月12日のエンディングで3月26日に番組を終了することが告知された。

## パーソナリティ
- 森高千里[1]

## 放送時間
- 毎週土曜日22:00 - 22:30（2015年10月3日 - 2016年3月26日）
- 毎週日曜日11:00 - 11:30（2016年4月3日 - 2017年3月26日）